# Hilaria ciliata
Hilaria ciliata är en gräsart som först beskrevs av Frank Lamson Scribner, och fick sitt nu gällande namn av Sohns. Hilaria ciliata ingår i släktet Hilaria och familjen gräs. Inga underarter finns listade i Catalogue of Life.